# Bataille de Harpers Ferry
Guerre de Sécession
Batailles
Théâtre oriental
- Virginie-occidentale
- Manassas
  - 1re Bull Run
- 1re Virginie Septentrionale
- Burnside Expedition
- Péninsule
- Sept Jours
  - Gaines's Mill
  - Malvern Hill
- 1re Shenandoah valley
- 2de Virginie Septentrionale
  - 2de Bull Run
- Maryland
  - Antietam
- Fredericksburg
- Tidewater
- Chancellorsville
  - Chancellorsville
- Pennsylvanie
  - Gettysburg
- Bristoe
- Mine Run
- Campagne terrestre
  - Wilderness
  - Spotsylvania
  - Cold Harbor
- Bermuda Hundred
- 2de Shenandoah valley
  - Opequon
  - Cedar Creek
- Petersburg
- 1re Wilmington
- 2de Wilmington
- Appomattox
  - 3e Petersburg
  - Sayler's Creek
  - Appomattox C.H.

Théâtre occidental
- East Kentucky
- Shiloh
  - Fort Henry
  - Fort Donelson
  - Shiloh
- Kentucky
- Raid de Newburgh
  - Perryville
- Stones River
  - Murfreesboro
- Vicksburg
  - Champion Hill
  - Vicksburg
- Raid de Morgan
- Raid de Hines
- Tullahoma
- Chickamauga
- Chattanooga
- Knoxville
- Raid Forrest
- Atlanta
- Franklin-Nashville
- Savannah
- Carolines
  - Bentonville
- Raid de Wilson

Théâtre Trans-Mississippi
- Arizona confédéré
  - 1re Messilla
- Missouri
  - Wilson's Creek
- Territoire indien
- Trail of Blood on Ice
- Nouveau-Mexique
- Boston Mountains
- Pea Ridge
- 1re Texas
- Little Rock
- 2de Texas
- Camden
- Red River
- Raid de Price
- Palmito Ranch

Théâtre du bas littoral et approche du golfe
- Fort Sumter
- Blocus de l'Union
- 1re Bayou Teche
- Mississippi valley
  - Port Hudson
- Charleston
- 2de Bayou Teche
- Mobile Bay
- Mobile

La bataille de Harpers Ferry s'est déroulée du 12 au 15 septembre 1862, lors de la campagne du Maryland de la guerre de Sécession. Alors que l'armée confédérée du général Robert E. Lee envahit le Maryland, une partie de son armée, sous le commandement du major général Thomas J. « Stonewall » Jackson encercle, bombarde et capture la garnison de l'Union à Harpers Ferry, Virginie (maintenant Virginie occidentale), une victoire majeure à un coût relativement faible.
Alors que l'armée de Virginie du Nord de Lee passe la vallée de Shenandoah dans le Maryland, il planifie la prise de la garnison de Harpers Ferry afin de sécuriser sa ligne de ravitaillement vers la Virginie. Bien qu'il soit poursuivi à une allure tranquille par l'armée du Potomac du major général  George B. McClellan, qui le surpasse à plus de deux contre un, Lee choisit la stratégie risquée de diviser son armée et d'en envoyer une partie, à partir de trois directions différentes, sur Harpers Ferry et de l'attaquer. Le colonel Dixon S. Miles, le commandant de l'Union à Harpers Ferry, insiste pour garder le plus de troupes possibles près de la ville plutôt que de prendre les positions sur les hauteurs avoisinantes. Les faibles défenses de la position la plus importante, Maryland Heights, rencontrent en premier les confédérés qui approchent le 12 septembre 1862, mais seule une brève escarmouche s'ensuit. Les attaques de forte ampleur de deux brigades confédérées le 13 septembre 1862 repoussent les troupes de l'Union hors des hauteurs.
Pendant les combats sur Maryland Heights, les autres colonnes confédérées arrivent et sont étonnées de s'apercevoir que les positions critiques à l'ouest et au sud de la ville ne sont pas défendues. Jackson positionne méthodiquement son artillerie autour de Harpers Ferry et ordonne au major général A.P. Hill de descendre la rive ouest de la rivière Shenandoah en préparation de l'attaque de flanc sur la gauche de l'Union le lendemain matin. Le matin du 15 septembre 1862, Jackson a positionné près de 50 canons sur Maryland Heights et au pied de Loudoun Heights. Il commence un tir de barrage soutenu de toutes parts et ordonne un assaut de l'infanterie. Miles comprend que la situation est sans espoir et accepte avec ses subordonnés de hisser le drapeau blanc de la reddition. Avant de pouvoir se rendre personnellement, il est blessé mortellement par un éclat d'obus et meurt le lendemain. Après avoir fait plus de 12 000 prisonniers, les hommes de Jackson se hâtent vers Sharpsburg, Maryland, pour rejoindre Lee à la bataille d'Antietam.

## Contexte
Harpers Ferry (à l'origine Harper's Ferry) est une petite ville à la confluence du fleuve Potomac et de la rivière Shenandoah, site historique d'un arsenal fédéral (fondé par le Président George Washington en 1799) et un pont sur la voie ferrée critique « Baltimore et Ohio » au-dessus du Potomac. C'est le lieu de l'attaque de l’abolitionniste John Brown contre l'arsenal fédéral en 1859.
La ville est pratiquement indéfendable, dominée de toutes parts par des hauteurs. À l'ouest, le sol s'élève progressivement sur 2,4 kilomètres jusqu'à Bolivar Heights, un plateau de 204 mètres (668 feet) de hauteur, qui s'étire du Potomac jusqu'à la Shenandoah. Au sud, au-dessus de la Shenandoah, Loudoun Heights surplombe de 360 mètres (180 feet). Et au nord-est, au-dessus du Potomac, l'extrémité sud de Elk Ridge forme les crêtes de Maryland Heights à 450 mètres (1 476 feet) de hauteur. Un soldat fédéral écrit que si ces trois hauteurs ne peuvent être tenues, Harpers Ferry ne sera « pas plus défendable que le fond d'un puits ».
Alors de l'armée de Virginie du Nord du général Robert E. Lee avance dans le Maryland, Lee espère que les garnisons de l'Union qui bloquent potentiellement sa ligne de ravitaillement dans la vallée de la Shenandoah à Winchester, Martinsburg, et Harpers Ferry, seront isolées et abandonnées sans un coup de feu (et, dans les faits, seules Winchester et Martinsburg seront évacuées). Mais la garnison de Harpers Ferry n'a pas retraité. Lee planifie la capture de la garnison et de l'arsenal, de façon à sécuriser sa ligne de ravitaillement vers la Virginie.
Bien qu'il soit poursuivi à une allure modérée par le major général Goerge B. McClellan et l'armée du Potomac, qui le surpasse à plus de deux contre un, Lee choisit la stratégie risquée de diviser son armée pour s'emparer de Harpers Ferry. Pendant que le corps du major général James Longstreet avance vers le nord en direction de Hagerstown, Lee envoie des colonnes converger et attaquer Harpers Ferry à partir de trois directions. La plus grande colonne, de 11 500 hommes sous le commandement de Jackson, doit retraverser le Potomac et faire un cercle vers l'ouest de Harpers Ferry et l'attaquer à partir de Bolivar Heights, pendant que les deux autres colonnes, sous le commandement du major général Lafayette McLaws (8 000 hommes) et le brigadier général John G. Walker (3 400 hommes), doivent capturer Maryland Heights et Loudoun Heights, surplombant la ville de l'est au sud.
McClellan a voulu adjoindre la garnison de Harpers Ferry sous son commandement de campagne, mais le général en chef Henry W. Halleck a refusé, arguant que le mouvement serait trop difficile et que la garnison doit se défendre seule « jusqu'au dernier moment », ou que McClellan puisse la relever. Halleck a probablement espéré que son commandant, le colonel Dixon S. Miles, montrerait du courage et des compétences militaires. Miles est un vétéran de 38 ans de l'armée américaine et de la guerre américano-mexicaine, mais a été mis en disgrâce après la première bataille de Bull Run lorsqu'une cour martiale a établi qu'il était ivre pendant la bataille. Miles a juré d'être abstinent et a été envoyé dans le poste, supposé calme, de Harpers Ferry. Sa garnison comprend 14 000 hommes, beaucoup d'entre eux inexpérimentés, comprenant 2 500 hommes qui ont été expulsés de Martinsburg par l'approche des troupes de Jackson le 11 septembre 1862.
La nuit du 11 septembre 1862, McLaws arrive à Brownsville, à 9,6 kilomètres (6 miles) au nord-est de Harpers Ferry. Il laisse 3 000 hommes près de Brownville Gap pour protéger ses arrières et fait avancer 3 000 autres vers le fleuve Potomac pour fermer toute voie de retraite vers l'est à partir de Harpers Ferry. Il envoie les brigades de vétérans des brigadiers généraux Joseph B. Kershaw et William Barksdale capturer Maryland Heights le 12 septembre 1862. Les autres colonnes confédérées mènent une lente progression et sont en retard. Les hommes de Jackson sont retardés à Martinsburg. Les hommes de Walker ont ordre de détruire l'aqueduc amenant le canal de la Chesapeake et de l'Ohio au-dessus de la rivière Monocacy où il se vide dans le Potomac, mais ses ingénieurs ont des difficultés à détruire la structure de pierre et la tentative est finalement abandonnée.
Walker retourne en Virginie, dans le comté de Loudoun le 9 septembre 1862 par le Point of Rocks. Walker est escorté par le colonel E.V. White, natif de Loudoun, et son 35th Battalion de la cavalerie de Virginie. White est mécontent de son affectation et aurait préféré être avec le reste de l'armée. Malheureusement, White a eu une altercation avec le major général J.E.B. Stuart à Frederick et a été renvoyé, en conséquence, en Virginie par Lee. Que cette disposition soit un blâme ou non, White mène Walker sur une roue sinueuse autour de Short Hill Mountain pour atteindre le pied de Loudoun Heights quatre jours plus tard, le 13 septembre 1862. Ainsi, l’attaque sur Harpers Ferry planifiée pour le 11 septembre 1862 est retardée, augmentant le risque que McClellan puisse engager et détruire une partie de l'armée de Lee alors qu'elle est divisée.

## Bataille

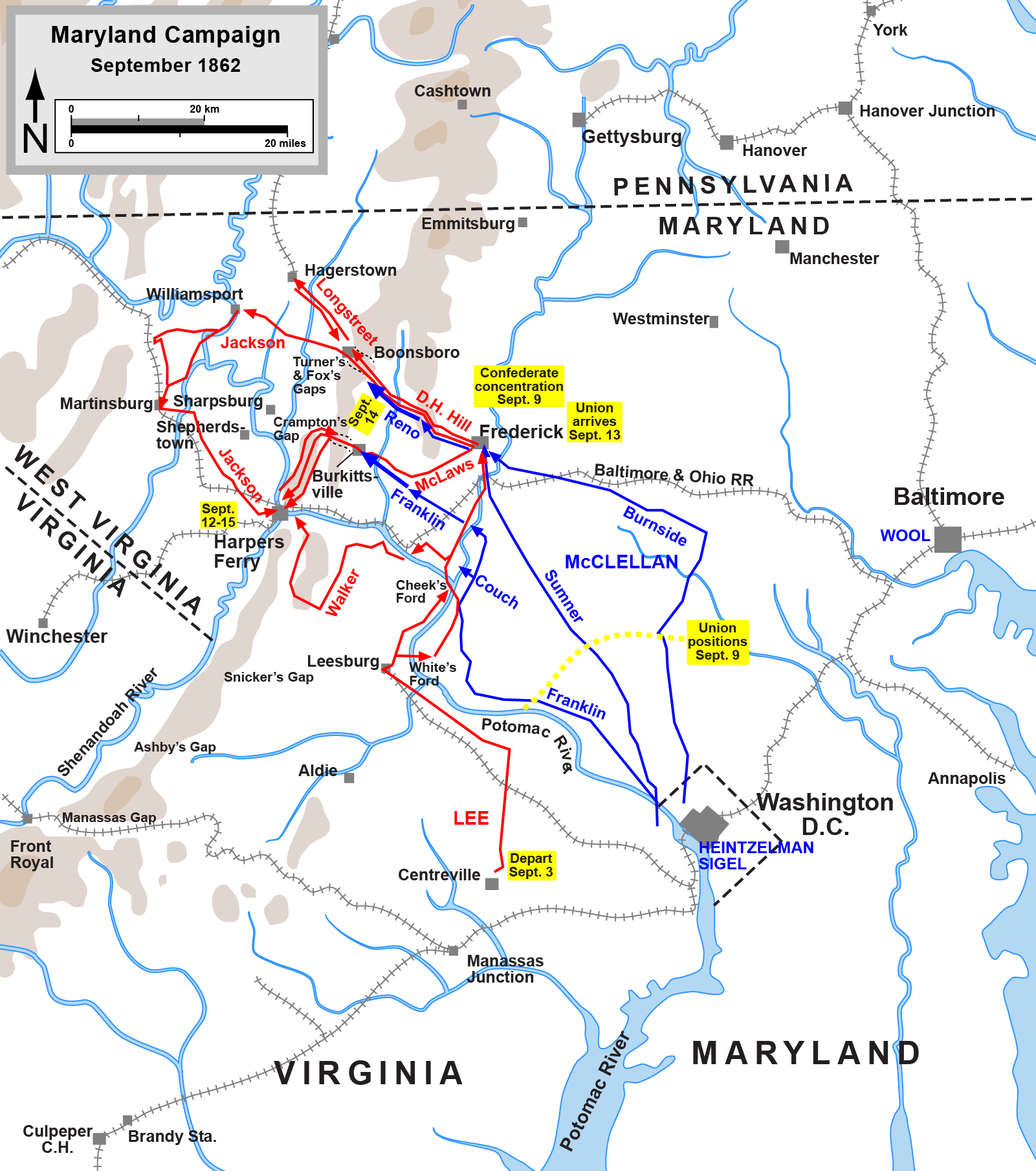
Campagne du Maryland, les actions entre le 3 et 15 septembre 1862

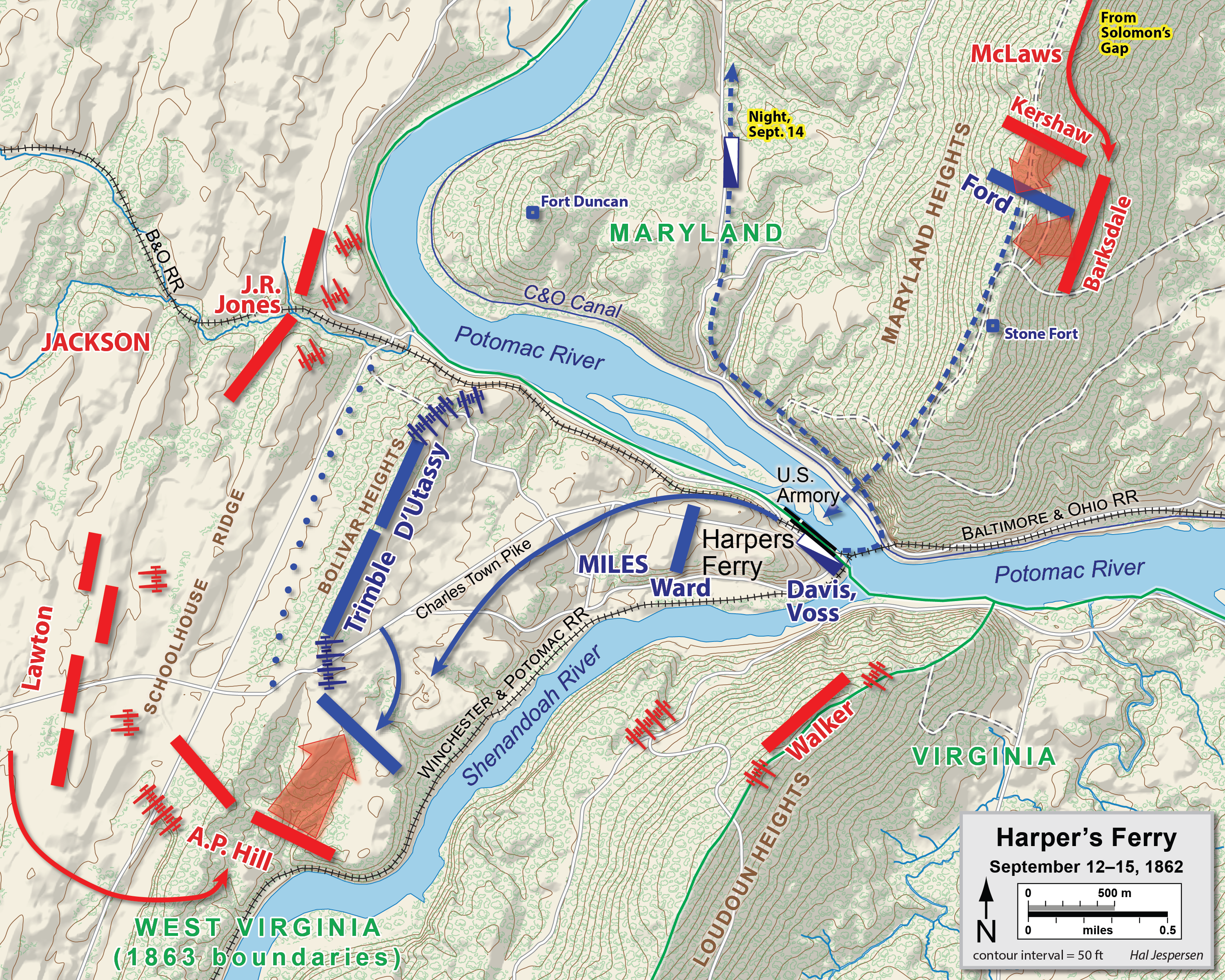
Bataille de Harpers Ferry

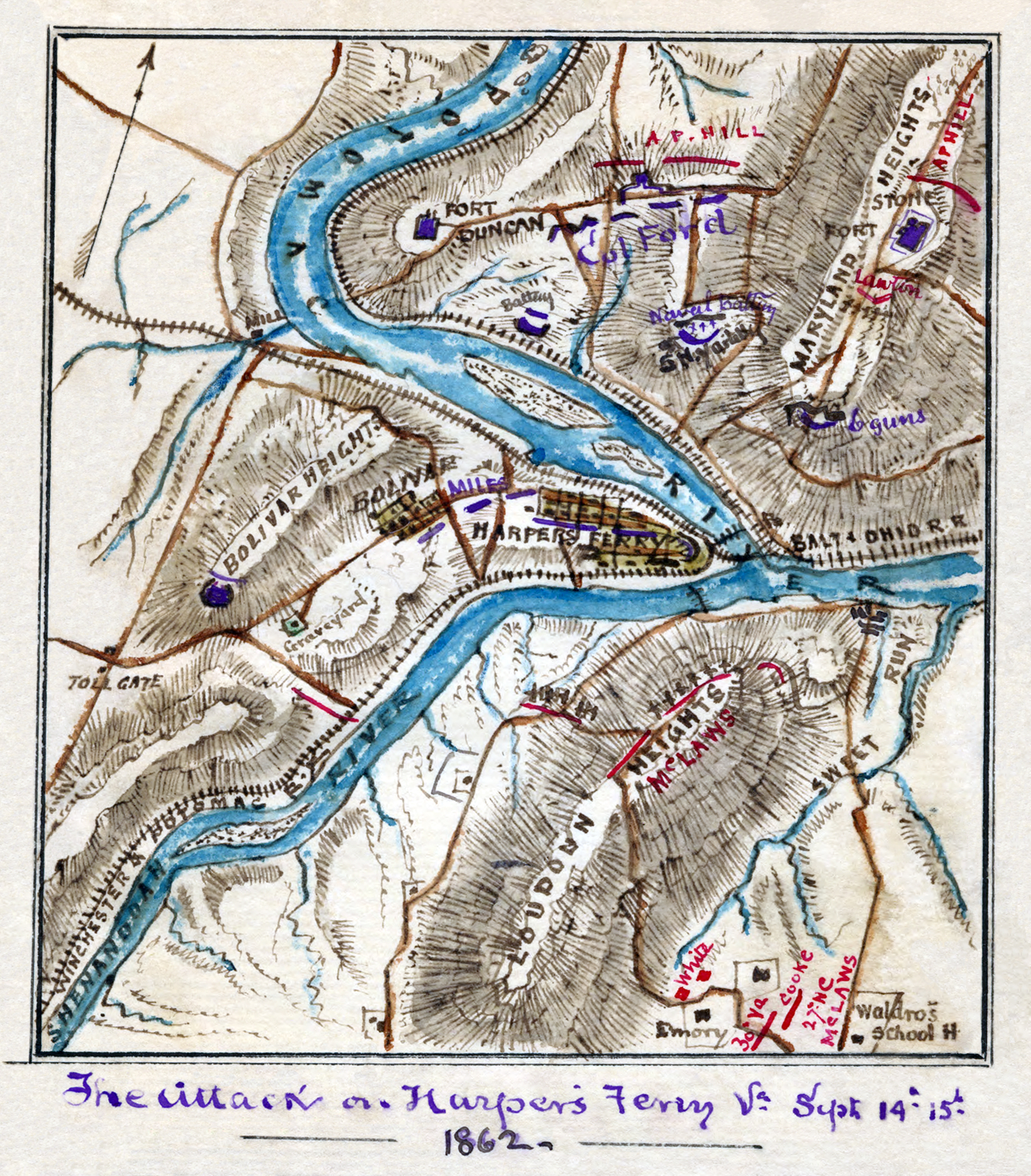
Position militaires des 14 et 15 septembre 1862. Carte de la période de la guerre de Sécession restaurée.

### 12 septembre
Miles insiste pour garder le plus de troupes près de la ville au lieu de se positionner sur les positions clés sur les hauteurs avoisinantes. Il interprète, apparemment, à la lettre ses ordres de tenir la ville. Les défenses de la position la plus cruciale, Maryland Heights, sont préparées pour repousser des commandos, mais pas pour tenir les hauteurs en elles-mêmes. Il y a une batterie puissante à mi-hauteur : deux canons navals Dahlgren de 230 mm (9 inch), un canon Parrott de 50 livres et quatre canons à âme lisse de 12 livres. Sur la crête, Miles assigne au colonel Thomas H. Ford du 32nd Ohio Infantry le commandement d'une partie de quatre régiments, soit 1 600 hommes. Quelques-uns de ces hommes, comprenant certains du 126th New York, ne sont dans l'armée que depuis 21 jours et manquent de compétences de base du combat. Ils érigent des parapets primitifs et envoient des tirailleurs 400 mètres (0,25 mile) dans la direction des confédérés. Le 12 septembre 1862, ils rencontrent les hommes qui approchent de la brigade de Caroline du Sud de Kershaw, qui se déplacent lentement sur le terrain très difficile de Elk Ridge. Des tirs de fusils provenant des abattis entraînent l'arrêt des confédérés pour la nuit.

### 13 septembre
Kershaw lance son attaque vers 6 heures 30 du matin le 13 septembre 1862. Il prévoit de pousser sa brigade directement contre les parapets de l'Union tandis que les Mississippiens de Barksdale tourneront le flanc droit des fédéraux. Les hommes de Kershaw chargent par deux fois les abattis et sont repoussés avec de lourdes pertes. Les troupes new-yorkaises inexpérimentées tiennent bon. Leur commandant, le colonel Ford, est malade et reste à 3 kilomètres (2 miles) en arrière des lignes, laissant la direction du combat au colonel Eliakim Sherrill, son second. Sherrill est blessé par une balle qui lui traverse la joue et la langue alors qu'il rallie ses hommes et doit être transporté hors du champ de bataille, augmentant la panique des troupes inexpérimentées. Pendant que les Mississippiens de Barksdale approchent de leur flanc, les New-yorkais se débandent et fuient en arrière. Bien que le commandant Sylvester Hewitt ordonne aux unités restantes de se reformer plus loin le long de la crête, des ordres du colonel Ford parviennent à 15 heures trente de retraiter. Ce faisant, il néglige apparemment d'envoyer 900 hommes du 115th New York attendre à mi-hauteur de la pente. Ses hommes détruisent leurs canons et traversent le pont flottant vers Harpers Ferry. Ford insistera plus tard sur le fait qu'il avait autorité de Miles pour ordonner la retraite, mais une cour martiale conclut qu'il a « abandonné sa position sans motif suffisant », et recommande son renvoi de l'armée.
Pendant les combats du Maryland Heights, les autres colonnes confédérées arrivent - Walker au pied de Loudoun Heights à 10 heures du matin et les trois divisions de Jackson (brigadier général John R. Jones vers le nord, brigadier général Alexander R. Lawton au centre, et major général A.P. Hill vers le sud) au sud de Bolivar Heights à 11 heures du matin -  et sont étonnées de voir que les positions ne sont pas défendues. À l'intérieur de la ville, les officiers de l'Union se rendent compte qu'ils sont encerclés et plaident auprès de Miles pour tenter de reprendre Maryland Heights, mais il refuse, insistant sur la fait que ses forces sur Bolivar Heights défendront la ville à partir de l'ouest. Il s'exclame, « j'ai ordre de tenir cette place et dieu me damne à l'enfer si je ne le fais pas ». En fait, les forces de Jackson et de Miles à l'ouest de la ville sont à forces égales, mais Mile ignore tout de la menace de l'artillerie qui se masse au nord-est et au sud.
Tard dans la nuit, Miles envoie le capitaine Charles Russell du 1st Maryland Cavalry avec neuf hommes pour s'infiltrer dans les lignes ennemies et donner un message à McClellan, ou tout autre général qu'il pourra trouver, pour l'informer que la ville assiégée ne pourra tenir que 48 heures. Dans le cas contraire, il sera obligé de se rendre. Les hommes de Russell s'exfiltrent par South Mountain et atteignent les quartiers généraux de McClellan à Frederick. Le général est surpris et est atterré par les nouvelles qu'il reçoit. Il écrit un message à Miles l'informant de l'arrivée de la force de secours et lui demande de « tenir jusqu'à la dernière extrémité. Si cela est possible, réoccuper les Maryland Heights avec toute sa force ». McClellan ordonne au major général William B. Franklin et à son VI corps de marcher de Crampton's Gap pour sauver Miles. Bien que trois courriers soient envoyés avec cette information par différentes routes, aucuns d'atteint Harpers Ferry à temps,.

### 14 septembre
Pendant que les combats font rage dans les passes de South Mountain, Jackson a méthodiquement installé son artillerie autour de Harpers Ferry. Elle comprend quatre canons Parrott au sommet de Maryland Heights, une tâche qui aura nécessité 200 hommes luttant pour acheminer chaque canon avec des cordes. Bien que Jackson veuille tous ses canons pour ouvrir le feu de manière simultanée, Walker sur Loudoun Heights se montre impatient et commence un bombardement inefficace avec cinq canons peu après 13 heures. Jackson ordonne à A.P. Hill de descendre sur la rive ouest de la Shenandoah pour préparer une attaque de flanc sur la gauche des Fédéraux le lendemain matin.
Cette nuit-là, les officiers de l'Union se rendent compte qu'ils ont moins de 24 heures, mais ils ne font aucune tentative pour reprendre Maryland Heights. Sans que Miles ne le sache, seul un unique régiment confédéré occupe maintenant la crête, après le départ de McLaws pour faire face à l'assaut de l'Union à Crampton's Gap.
Le colonel Benjamin F. « Grimes » Davis propose à Miles que ses troupes du 12th Illinois Cavalry, le Loudoun Rangers, et quelques unités plus petites du Maryland et du Rhode Island, tentent de s'échapper. Les forces de cavalerie sont essentiellement inutiles dans la défense de la ville. Miles rejette l'idée comme étant « imprécise et irréalisable », mais Davis est inflexible et Miles cède quand il voit que les fougueux Mississippiens tentent leur sortie, avec ou sans la permission. Davis et le colonel Arno Voss mènent 1 400 cavaliers hors de Harpers Ferry sur un pont flottant qui traverse le Potomac, tournant à gauche sur une route étroite qui serait au pied de Maryland Heights dans le nord vers Sharpsburg. Malgré de nombreux signaux proches de confédérés revenant de South Mountain, la colonne de cavalerie rencontre des chariots de ravitaillement qui viennent de Hagerstown avec la réserve de munitions de James Longstreet. Ils réussissent à duper les conducteurs pour qu'ils les suivent dans une autre direction et repoussent l'escorte de cavalerie confédérée à l'arrière de la colonne. Les conducteurs sudistes se retrouvent au matin encerclés par les fédéraux. Capturant plus de 40 chariots d'ordonnance ennemis, Davis n'a pas perdu un seul homme, le premier grand exploit de cavalerie de la guerre pour l'armée du Potomac.

### 15 septembre
Au matin du 15 septembre 1862, Jackson a placé près de 50 canons sur Maryland Heights et au pied de Loudoun Heights, et est prêt à prendre en enfilade l'arrière de la ligne des fédéraux sur Bolivar Heights. Jackson commence un barrage d'artillerie violent de toutes parts et ordonne un assaut d'infanterie pour 8 heures du matin. Miles comprend que la situation est sans espoir. Il n'a aucun espoir que des secours de McClellan puissent arriver à temps et son artillerie manque de munitions. Lors d'un conseil de guerre avec ses commandants de brigade, il accepte de brandir le drapeau blanc de la reddition. Mais, il ne sera pas personnellement présent à une cérémonie. Il se retrouve face à un capitaine du 126th New York Infantry, qui dit, « par pitié, colonel, ne nous rendons pas. N'entendez-vous pas le bruit des canons ? Nos forces sont proches. Laissez-nous tracer notre chemin et les rejoindre ». Mais Miles refuse, « impossible. Il nous balayeront d'ici dans une demi-heure ». Alors que le capitaine s'éloigne avec dédain, un obus explose, fracassant la jambe gauche de Miles. Les hommes de la garnison sont tellement écœurés par le comportement de Miles, que certains disent qu'il était encore en état d'ébriété, et il est difficile de trouver quelqu'un pour l'amener à l'hôpital. Il est mortellement blessé et meurt le lendemain. Quelques historiens conjecturent sur le fait que Miles ait été délibérément abattu par ses propres hommes.

## Conséquences
Jackson gagne une grande victoire à un coût minime. L'armée confédérée subit 286 pertes (29 tués, 247 blessés), la plupart lors du combat sur Maryland Heights, alors que l'armée de l'Union subit 12 636 pertes (44 tués, 173 blessés et 12 419 prisonniers). La garnison de l'Union perd aussi 13000 armes de petit calibre, 200 chariots et 73 pièces d'artillerie. C'est la plus grande reddition de forces fédérales pendant la guerre de Sécession.
Les soldats confédérés festoient grâce aux stock de nourriture de l'Union et se servent des uniformes bleus fédéraux, ce qui causera des confusions lors des jours suivants. Les seuls hommes mécontents dans les forces de Jackson sont les cavaliers, qui auraient aimé faire reposer leurs montures.
Jackson envoie un courrier à Lee avec des nouvelles. « Dieu soit loué, Harper's Ferry et sa garnison se sont rendus ». Alors qu'il chevauche dans la ville pour superviser ses hommes, les soldats de l'Union alignés sur le bord de la route, sont impatients de voir le fameux « Stonewall ». L'un d'entre eux observe l'uniforme sale et miteux et dit « Les gars, il n'a pas beaucoup d'allure, mais si nous l'avions eu de notre côté, nous ne serions pas tombés dans ce piège ». En début d'après-midi, Jackson reçoit un message urgent du général Lee : amenez vos troupes à Sharpsburg aussi vite que possible. Jackson laisse A.P. Hill à Harpers Ferry pour diriger la libération sur parole des prisonniers fédéraux et commence à se mettre en marche pour rejoindre la bataille d'Antietam.